# Municipio de Dollymount
El municipio de Dollymount (en inglés, Dollymount Township) es un municipio del condado de Traverse, Minnesota, Estados Unidos. Tiene una población estimada, a mediados de 2023, de 76 habitantes.
Abarca una zona exclusivamente rural.

## Geografía
Está ubicado en las coordenadas 45°42′57″N 96°19′12″O / 45.71583, -96.32000. Según la Oficina del Censo, tiene una superficie de 99.3 km², correspondientes en su totalidad a tierra firme.

## Demografía
Según el censo de 2020, en ese momento había 80 personas residiendo en la zona. La densidad de población era de 0.8 hab./km². El 58.75 % de los habitantes eran blancos, el 37.50 % eran de una mezcla de razas y el 3.75 % eran de una mezcla de razas. Del total de la población, el 37.50 % eran hispanos o latinos de cualquier raza.